# Hu Dandan
Dans ce nom chinois, le nom de famille, Hu, précède le nom personnel Dandan.
Hu Dandan (en chinois : 胡丹丹), née le 10 mars 1989 à Xuzhou (Jiangsu), est une haltérophile handisport chinoise concourant en -50 kg. Elle est double championne paralympique de sa catégorie en 2016 puis en 2020.

## Carrière
Elle perd l'usage de ses jambes à cause de la poliomyélite durant l'enfance.
En 2008, elle participe aux Jeux en tant que joueuse de tennis en fauteuil roulant où elle est éliminée en quarts en individuel et par équipes. Elle remporte son premier titre en -45 kg aux Jeux de 2016. Lors des Jeux paralympiques d'été de 2020, elle soulève 120 kg pour remporter le titre en -50kg.